# Buków (Basses-Carpates)
Pour les articles homonymes, voir Buków.
Buków est une localité polonaise de la gmina de Haczów, située dans le powiat de Brzozów en voïvodie des Basses-Carpates.